# Лесик Кати Ара
Леси́к Ка́ти А́ра (индон.  Lesik Kati Ara; род. 12 ноября 1937, Такенгон, Аче) — индонезийский поэт. Больше известен под именем Л. К. Ара.

## Краткая биография и творчество
Окончил среднюю школу системы «таман сисва» (сад знаний) в Такенгоне и отделение журналистики в Университете Северной Суматры. В 1959—1962 работал учителем в Джакарте, в 1962—1963 — в аппарате премьер-министра, в 1962—1985 в издательстве «Балэй Пустака», был корреспондентом ряда газет Медана. Собирал фольклор.
Автор 35 поэтических сборников (первый в 1969 г.), составитель двух антологий стихов поэтов из Аче (1995, 2003).
В стихах наряду с описанием природы родных мест большое место уделено трудной жизни крестьян, особенно сборщиков кофе, которым славится эта провинция. Часто выступает со своими стихами на различных встречах поэтов как у себя на родине, так и в других странах (Сингапур, Малайзия, Бруней). 6 апреля 2018 г. участвовал во встрече президента Индонезии Джоко Видодо с группой индонезийских литераторов в государственном дворце в Джакарте.

## Награды
- Премия правительства Аче (2009)[5]

## Перевод стихов поэта на русский язык
- Л. К. Ара. Я хочу. Перевод В. А. Погадаева[6]
- Лесик Кати Ара. Мне ничего здесь не надо (Tak Ada Lagi); Свет луны (Cahaya Bulan); Купаясь в свете (Mandi Cahaya). Перевод В. А. Погадаева[7].
- Лесик Кати Ара. Первый снег (Salju Pertama) — Интернет журнал «Русский переплёт», 15.11.2017
- Лесик Кати Ара. Нити. Перевод В. А. Погадаева[8]

## Семья
- Отец Х. Харун Рашид
- Мать Х. Сити Марьям